# Českomoravská psychologická společnost
Českomoravská psychologická společnost (ČMPS) je dobrovolné stavovské, vědecké sdružení psychologů České republiky registrované jako zapsaný spolek se sídlem v Praze. ČMPS podporuje rozvoj psychologie jako samostatné vědecké disciplíny a jako profese, usiluje o šíření odborných psychologických poznatků a svou činností přispívá ke zvyšování odborné úrovně členů a dalších zájemců o obor. Dbá na uplatňování etických zásad činnosti psychologů, reprezentuje své členy při jednáních s institucemi ČR i se zahraničím a vyjadřuje se k otázkám obecného zájmu. ČMPS je členem Rady vědeckých společností při AV ČR, členem Unie psychologických asociací ČR a International Union of Psychological Science, podporuje projekt EuroPsy.
Koordinačním orgánem jsou volení členové Rady. Samostatnou odbornou činnost vyvíjejí jednotlivé sekce.

## Historie
Vývoj Psychologické společnosti v Československu v letech 1927 - 1952 lze členit takto: 1. od jejího založení v roce 1927 až do 2. světové války, 2. v době válečné, 3. od roku 1945 do roku 1947, 4. od roku 1948 do jejího zániku v roce 1952.
Psychologická společnost byla v letech 1927 - 1952 pod vlivem různých politických zřízení. V dobách totalitních upadala pod nátlakem stranických předpisů a postupů. V dobách liberalismu se pluralitně (odborně i ideově) rozvíjela. Etapy její činnosti v otevřených poměrech let 1927-1938 a 1945-1947 lze považovat za inspirující, etapy totalitní za poučné.  

### Předsednictví (1927-1952)[2]
1. prof. František Krejčí (v letech 1927-1935)
2. prof. František Šeracký (v letech 1936-1937)
3. MUDr. František Soukup (v letech 1938-1939)
4. MUDr. Jaroslav Stuchlík (v letech 1940-1945)
5. prof. Václav Příhoda (v letech 1946-1948)
6. doc. Vladimír Tardy (v letech 1948-1952)

### Předsednictví (1990-2022)
- doc. PhDr. Pavel Říčan, CSc. (12/1990 - 12/1991)
- PhDr. Hana Junová (12/1991 - 12/1994)
- PhDr. Jaroslav Šturma (1995-2014)
- PhDr. Daniel Heller (2014-2018)
- doc. PhDr. Filip Smolík, Ph.D., DSc. (12/2018 - 12/2022)
- prof. PhDr. Matúš Šucha, Ph.D. (od 14. 12. 2022)

## Projekty

### Vědecká a vzdělávací činnost ČMPS
ČMPS podporuje a rozvíjí vzdělávací aktivity svých členů a dalších zájemců z oboru psychologie a příbuzných oborů. K tomu slouží odborné aktivity sekcí při ČMPS (přednáškové cykly, semináře, sympozia), recenzovaný časopis E-psychologie, konference Psychologické dny aj. V rámci ČMPS pracuje 18 sekcí, zaměřených na různá odborná témata a jedna sekce regionální.

### Konference
- Psychologické dny
- Psychologie zdraví
- ICP 2024 [4]
- ICP 2020+ [5]

### ČasopisE-psychologie
E-psychologie je první online odborný časopis pro psychologii v České republice, vychází od roku 2007 s podporu Akademie věd ČR. Publikuje původní články – v rubrikách Výzkumné studie, Metodické studie, Přehledové studie, Příspěvky z praxe, Diskuse. Dále uveřejňuje zprávy z konferencí a recenze odborné literatury. Recenzní řízení je oboustranně anonymní. Lze publikovat v češtině, ve slovenštině a v angličtině. Podle principu otevřeného přístupu (Open Access) jsou články volně dostupné všem čtenářům, v režimu Creative Commons BY-NC.
Časopis je indexován v několika systémech (v ČR: BMČ, Webarchiv NK; zahraničí: DOAJ, EZB, EBSCO, ERIH Plus, CrossRef, CEJSH), článkům je přidělován identifikátor DOI (2018-).  Redakční rada je tvořena zástupci odborných oborových pracovišť z České republiky, spolupracuje se zahraničními kolegy a kolegyněmi tvořícími International Editorial Board.

## Rozvoj oboru

### Podpora a ocenění
Národní neuropsychologická cena Jiřího Diamanta byla ustanovena v roce 2017 Sekcí pro neuropsychologii při ČMPS. Cílem je navázat na tradici české klinické neuropsychologie, kterou inicioval a v jejíž historii zaujímal přední místo doc. Jiří Diamant. Smyslem ocenění je podporovat tvůrčí práci psychologů i jiných odborníků pracujících v oboru neuropsychologie, a to jak ve vědeckém výzkumu, tak ve vzdělávací či klinické činnosti. Současně pak přispívat k rozvoji kvalitní a diferencované neuropsychologické péče v rámci stávajících institucionálních struktur i nezávisle na nich, zviditelnit a podpořit nové tvůrčí osobnosti a tvůrčí pracovní kolektivy.
Cena Jiřího Hoskovce byla udělena poprvé na 31. mezinárodním kongresu psychologie v Jokohamě, 29. července 2016. Cena je udělována na počest významného českého psychologa prof. PhDr. Jiřího Hoskovce, CSc. (1933-2011). Jiří Hoskovec se věnoval zejména psychologii dopravy a historii psychologie. Cena se uděluje za významný přínos v rozvoji české psychologie. Může se jednat o významný počin nebo o celoživotní přínos oboru. Posuzován je přínos v oblasti vědecké, pedagogické, praktické a mezinárodní spolupráce.

### Etická komise
Od roku 2011 pracuje v rámci ČMPS Etická rada.